# Vittorio Mariani
Vittorio Mariani (né le 29 septembre 1859 à Sienne et mort le 15 mars 1946 à Sienne) est un architecte de l'éclectisme et néo-classique italien.

## Œuvres
Vittorio Mariani a notamment réalisé :
- Palazzo Mocenni à Sienne (1893)
- Casa Cialfi à Sienne (1894)
- Accademia dei Rozzi à Sienne, rénovation (1894)
- Église San Mamiliano in Valli à Sienne, rénovation (1896)
- Cassa di Risparmio à Pistoia (1898)
- Monastère des Capucins de Valdimontone (1901)
- Basilique Saint-François de Sienne, rénovation de la façade (1903)
- Palazzo della Camera di Commercio de Sienne (1905)
- Palazzo Ercolani dans la Via Pianigiani à Sienne (1905)
- Hôpital Santa Maria della Scala de Sienne, rénovation et agrandissement (1905-1908)
- Palazzo delle Poste de Sienne (1908-1912)
- Grand Hôtel Bastiani à Grosseto (1910-1912)
- Palazzo Salimbeni à Sienne, rénovation (1911-1916)
- Gare de Sienne (1912)
- Palazzo Monte dei Paschi di Siena à Grosseto (1912)
- Palazzo delle Poste de Messine (1912-1914)
- Palazzo Franci à Sienne (1914)
- Hôpital psychiatrique San Niccolò de Sienne, agrandissement (1914)
- Villino Anatrini à Sienne (1915)
- Asilo Monumento de Sienne (1919-1922)
- Palais du gouvernement de Grosseto (1923-1927)
- Théâtre municipal de Abbadia San Salvatore (1924)
- Asilo Monumento de Castell'Azzara (1928)
- Plan local d'urbanisme de la ville de Sienne (1931)